# براشانت نارايانان
براشانت نارايانان هو ممثل هندي، ولد في 31 مارس 1969 بثيروفانانثابورام في الهند.

## وصلات خارجية
- براشانت نارايانان على موقع IMDb (الإنجليزية)
- براشانت نارايانان على موقع ألو سيني (الفرنسية)
- براشانت نارايانان على موقع قاعدة بيانات الفيلم (الإنجليزية)
- براشانت نارايانان على موقع كينوبويسك (الروسية)